# スパイス (出版社)
株式会社スパイスは、かつて存在した日本の出版社である。東京都千代田区神田神保町3-1に本社があった。2005年設立。
創業者の芝田暁は大月書店の編集者であったが、徳間書店に移籍して浅田次郎を育て、さらに幻冬舎の編集部長を務めた後、独立し、株式会社スパイスを創業した。2007年倒産、廃業｡

## 主な発刊本
- 『森村誠一の写真俳句のすすめ』（森村誠一）
- 『写真俳句の愉しみ 四季の彩り』（森村誠一）
- 『死との対話』（山田真美）
- 『ロストオフィサー』（山田真美）
- 『3歳までに英語の種をまきなさい バイリンガル育児バイブル+インターナショナルスクール案内』（山田真美）
- 『愚者から愚民へ』（宮崎学）
- 『市町村崩壊 破壊と再生のシナリオ』（穂坂邦夫）